# 베크렐

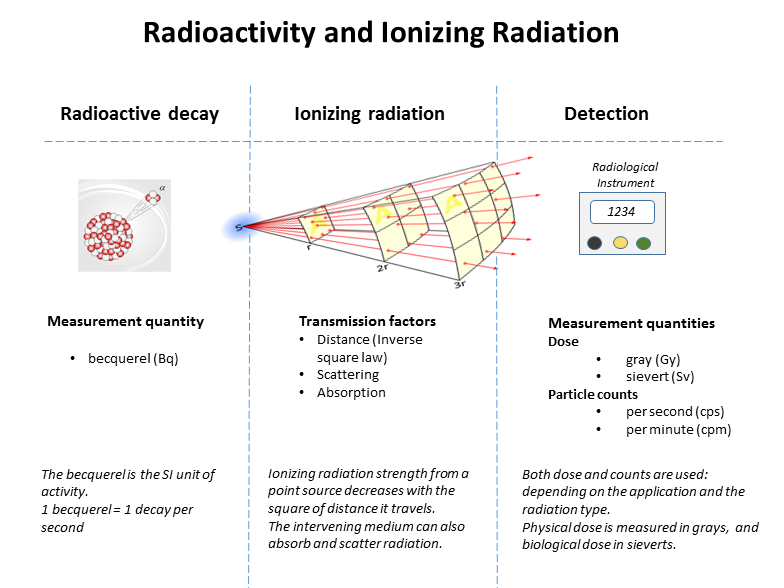

베크렐(Becquerel, 기호 ㏃)은 방사능 활동의 양을 나타내는 단위로서, 국제 표준 단위이다. 1초에 방사성 붕괴가 1번 일어날 때 1베크렐이다.
이전에는 단위로 퀴리(Ci)를 썼다. 1퀴리는 3.7×1010 베크렐이다. (37 GBq). 베크렐이라는 이름은 방사선을 발견해 피에르 퀴리와 마리 퀴리 함께 노벨 물리학상을 수상한 앙투안 앙리 베크렐의 이름을 따 지어졌다. 테라베크렐은 1조베크렐을 말한다.

## 정의
베크렐의 정의는 1초에 1개의 원자핵이 붕괴하는 방사능 활동이다.
- 1 Bq = 1 s–1

## 같이 보기
- 자연방사선
- 이온화 방사선
- 러더퍼드 (단위)
- 시버트